# Пеганур
Пегану́р (рос. Пеганур, марій. Пеганур) — присілок у складі Оршанського району Марій Ел, Росія. Входить до складу Шулкинського сільського поселення.

## Населення
Населення — 14 осіб (2010; 19 у 2002).
Національний склад (станом на 2002 рік):
- росіяни — 63 %
- марі —37 %